# 维佳兹湾
维佳兹湾（俄语：Бухта Витязь）是波西耶特湾内东部的海湾，面积3.72平方公里，最深处39公里，岸长7.7公里，集水面积11.36平方公里。出口处是塔兰采夫群岛，同名的村在岸边。1888年，它以维佳兹号护卫舰命名。